# Artabotrys madagascariensis
Artabotrys madagascariensis este o specie de plante angiosperme din genul Artabotrys, familia Annonaceae, descrisă de Friedrich Anton Wilhelm Miquel. Conform Catalogue of Life specia Artabotrys madagascariensis nu are subspecii cunoscute.